# Tony Rice
Pour les articles homonymes, voir Rice.
David Anthony Rice, dit Tony Rice, né le 8 juin 1951 à Danville en Virginie et mort le 25 décembre 2020 à Reidsville, est un guitariste américain de musique bluegrass.
Tony Rice est considéré comme l'un des plus importants guitaristes de ce genre musical : il intègre ainsi en 2013 l'International Bluegrass Music Hall of Fame
.

## Biographie
Tony Rice passe son enfance en Californie, où son père l'initie à la musique bluegrass ; avec ses frères, il est particulièrement influencé par le style des Kentucky Colonels de Roland et Clarence White.
En 1970, il rejoint le groupe Bluegrass Alliance dans le Kentucky, et peu de temps après il intègre le groupe New South de J.D. Crowe.
En 1976, il participe à l'enregistement des disques de David Grisman et Bill Keith pour Rounder Records. Il quitte ensuite les New South pour participer au quintet de David Grisman (en). En 1977, le groupe part en tournée avec BIll Keith au Japon et en Europe (où il participe aux festivals de Lausanne, de Cambridge (UK) et à celui de Courville-sur-Eure).

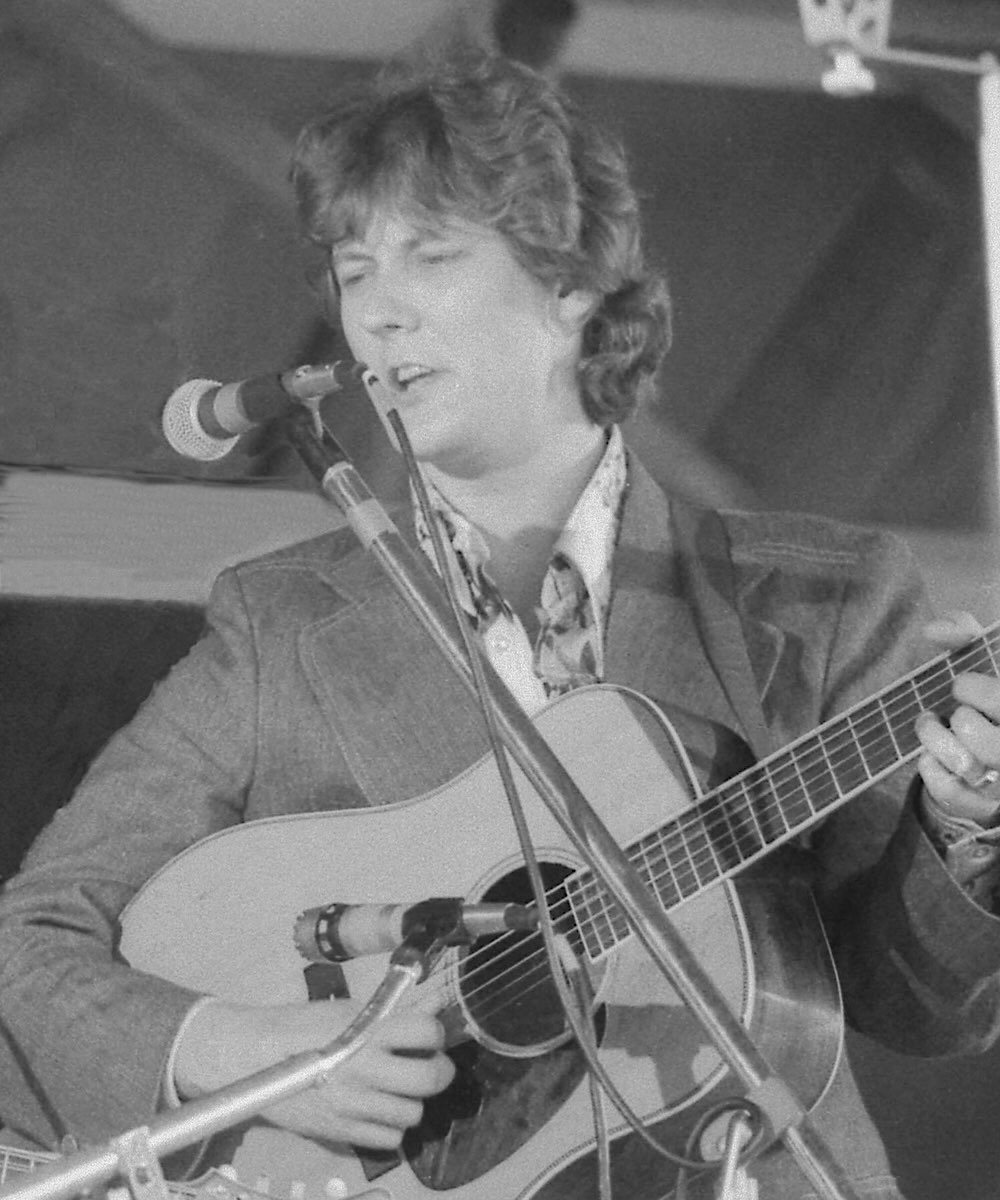
Tony Rice en France, Festival Folk de Courville-sur-Eure, 1977 (photographie de Denis Phan)

Il reste en Californie avec le quintet de David Grisman jusqu'en 1979, année où il enregistre les albums solo Acoustics et Manzanita. En 1980, il retrouve J.D. Crowe, avec qui se forme le Bluegrass Album Band qui connaît un grand succès au fil des années et des enregistrements.
Il poursuit par ailleurs sa carrière en solo, explorant le territoire du jazz autant que celui du bluegrass.
Il décède le 25 décembre 2020,.

## Influence
Pour Molly Tuttle (Acoustic Guitar) Tony Rice a « redéfini le jeu de guitare bluegrass et laissé une empreinte durable sur le genre » ; dans les interviews contenu dans cet article, David Grisman afirme qu'il était« un musicien complet du plus haut calibre » et Ricky Skaggs a dit qu'il était « le guitariste acoustique le plus influent de ces 50 dernières années ».
Dans une leçon de guitare explorant présentant le style de Rice, Molly Tuttle a noté que « la beauté du jeu de Tony est qu'il y a quelque chose à apprendre pour tout le monde. Je joue de la guitare depuis longtemps et j'y reviens toujours pour l'écouter jouer la guitare »

## Discographie

### Albums solo
- Guitar (1973)
- California Autumn (1975)
- Tony Rice (1977)
- Church Street Blues (1983)
- Cold on the Shoulder (1984)
- Me & My Guitar (1987)
- Native American (1988)
- Tony Rice Plays and Sings Bluegrass (1993)
- Crossings (1994)
- Tony Rice Sings Gordon Lightfoot (1996)
- 58957:The Bluegrass Guitar Collection (2003)
- Night Flyer: The Singer Songwriter Collection (2008)

### Avec le Tony Rice Unit
- Acoustics (1978)
- Manzanita (1979)
- Mar West (1980)
- Still Inside (1981)
- Backwaters (1982)
- Devlin (1987)
- Unit of Measure (2000)

### Avec le David Grisman Quintet
- The David Grisman Quintet (1977)
- Hot Dawg (1979)
- Mondo Mando (1981)
- DGQ-20 (1996)

### Avec le Bluegrass Album Band
- The Bluegrass Album (1981)
- Bluegrass Album, Vol. 2 (1982)
- Bluegrass Album, Vol. 3 - California Connection (1983)
- Bluegrass Album, Vol. 4 (1984)
- Bluegrass Album, Vol. 5 - Sweet Sunny South (1989)
- Bluegrass Album, Vol. 6 - Bluegrass Instrumentals (1996)

### AvecNorman Blake
- Blake & Rice (1987)
- Norman Blake and Tony Rice 2 (1990)

### Avec les Rice Brothers
- The Rice Brothers (1989)
- The Rice Brothers 2 (1994)

### Avec Peter Rowan
- You Were There For Me (2004)
- Quartet (2007)

### Avec Rice, Rice, Hillman & Pedersen
- Out Of The Woodwork (1997)
- Rice, Rice, Hillman & Pedersen (1999)
- Runnin' Wild (2001)

### Avec J.D. Crowe & the New South
- Bluegrass Evolution (1973)
- J.D. Crowe & The New South (1974)

### Autres collaborations
- Skaggs & Rice (1980) avec Ricky Skaggs
- Tone Poems (1994) avec David Grisman
- River Suite for Two Guitars (1995) avec John Carlini
- The Pizza Tapes (2000) avec David Grisman et Jerry Garcia

### Participation à des sessions
- 1976 The David Grisman Rounder Record (1976), rééd. CD 0069, 1986 (avec Bill Keith, Vassar Clements, Jerry Douglas, Ricky Skaggs).
- 1976 Something Auld, Something Newgrass, Something Borrowed, Something Bluegrass (1976) Rounder - CD 0084, 1998 de Bill Keith, (avec David Grisman, Vassar Clements, Kenny Kosek, Jim Rooney).